# Kelsey Griswold
Kelsey Elizabeth Griswold (* 18. Juli 1992 in Tulsa, Tulsa County, Oklahoma) ist ein US-amerikanisches Model sowie Schauspielerin. 2013 erhielt sie den Titel der Miss Oklahoma.

## Leben
Griswold wurde am 18. Juli 1992 als Tochter des Generals Edward Wheeler und Alinda Griswold in Tulsa geboren. Mit fünf Jahren sammelte sie erste Erfahrungen als Schauspielerin an Theaterstücken in Broken Arrow. Mit acht Jahren gewann sie den Oscar Mayer Wiener Jingle Jam Contest, als sie in der Fernsehsendung von Rosie O’Donnell auftrat. Dadurch erlangte sie an ein Stipendium in Höhe von 20.000 US-Dollar. Ab ihrem 13. Lebensjahr nahm sie erstmalig an der Wahl zur Miss Oklahoma’s Outstanding Teen teil. Später wurde sie zur Miss Bricktown gekürt. Sie besuchte in Tulsa die Union High School und machte dort ihren Abschluss. In ihrem 15. Lebensjahr verstarb ihre Mutter. Sie studierte Schauspiel an der Oklahoma City University, die sie 2014 mit dem Bachelor of Arts verließ. Während ihres Auslandsstudiums besuchte sie die Kingston University. 2013 gewann Griswold den Titel der Miss Oklahoma, später erhielt sie noch den Bronze Duke of Edinburgh Award. 2014 nahm sie an der Wahl der Miss America teil.
Neben dem Theaterschauspiel ist Griswold seit 2014 auch als Fernseh- und Filmdarstellerin zu sehen. So wirkte sie 2014 an den Kurzfilmen Straight Faced und The Monsters mit. 2015 war sie in einer Episode der Fernsehserie Sex&Drugs&Rock&Roll zu sehen. 2016 wirkte sie insgesamt in sechs Episoden der Fernsehserie American Crime Story – The People v. O. J. Simpson in der Rolle der Dominique Brown mit. Im selben Jahr wirkte sie im Fernsehfilm Elvis lebt! – Nicht tot, nur Undercover in der Rolle der Ginger Alden mit. In den folgenden Jahren erhielt sie kleinere Rollen in Filmproduktionen und erhielt Episodenrollen in den Fernsehserien Queen America oder auch L.A.’s Finest.

## Filmografie (Auswahl)
- 2014: Straight Faced (Kurzfilm)
- 2014: The Monsters (Kurzfilm)
- 2015: Sex&Drugs&Rock&Roll (Fernsehserie, Episode 1x10)
- 2016: American Crime Story – The People v. O. J. Simpson (Fernsehserie, 6 Episoden)
- 2016: Elvis lebt! – Nicht tot, nur Undercover (Elvis Lives!, Fernsehfilm)
- 2018: Snatched
- 2018: The Wrong Daughter (Fernsehfilm)
- 2018: Followed
- 2018: Queen America (Fernsehserie, Episode 1x03)
- 2019: L.A.’s Finest (Fernsehserie, Episode 1x02)
- 2020: Smartphone Theatre (Fernsehserie, 2 Episoden, verschiedene Rollen)
- 2021: A Country Romance (Fernsehfilm)
- 2021: Fault (Fernsehserie)